# 刘炳华 (中华人民共和国政治人物)
刘炳华（1912年6月19日—1990年3月22日），河南商城人，中华人民共和国政治人物，曾任国家物资总局副局长、中华人民共和国物资部副部长、党组副书记。

## 生平
1928年2月在家乡加入农民协会，参加了商城起义。1929年加入中国工农红军商城独立营。
中华人民共和国成立后，任东北人民政府工业经理处处长。中央重工业部成立了金属回收局．刘炳华任第一任金属回收局局长，隶属于中央人民政府政务院财政经济委员会。中财委撤消后．刘炳华带着金属回收局调入冶金工业部，历任购销局局长、办公厅主任、钢铁办公室主任。国家物资总局副总局长、国家物资部副部长。
第六届、第七届政协全国委员会委员。